# Pweto
Pweto è una città della Repubblica Democratica del Congo, situata nella Provincia dell'Alto Katanga, sulla costa meridionale del lago Mweru al confine con lo Zambia.